# Hannah Schneider
Hannah Schneider (Copenaghen, 28 novembre 1982) è una cantante danese.

## Biografia
Figlia di musicisti classici, Hannah Schneider ha avuto una formazione musicale sin dall'infanzia. Ha avviato la sua carriera musicale nel 2008 insieme al gruppo di musica elettronica Sinusstøv; l'anno successivo è uscito il suo album di debutto come solista, seguito nel 2011 da Window Sessions. Con il suo terzo album, Me vs. I, ha ottenuto il suo primo piazzamento nella classifica danese, dove ha raggiunto il 27º posto. Due anni dopo, l'album successivo Red Lines ha debuttato alla 37ª posizione. Dal 2016 Hannah Schneider canta nel duo di musica elettronica Ayowa, che ha fondato con il produttore Nicolai Kornerup e con cui ha pubblicato gli EP Eremit (2017) e Farvel (2018).

## Discografia

### Album in studio
- 2009 – Hannah Schneider
- 2011 – Window Sessions
- 2012 – Me vs. I
- 2014 – Red Lines

### Singoli
- 2009 – Waiting for You
- 2010 – Old Enough
- 2011 – In the Line of Fire
- 2012 – For the Trees
- 2012 – Thunderstruck
- 2012 – Me vs. I
- 2013 – Trouble